# Jamion Christian
Jamion Christian (Quinton, 18 aprile 1982) è un allenatore di pallacanestro statunitense, capo allenatore della Pallacanestro Trieste.
Negli Stati Uniti, è stato recentemente l'allenatore della squadra di basket maschile dei George Washington Colonials. In precedenza era stato capo allenatore nei Siena Saints e Mount St. Mary's è attualmente il capo allenatore della Pallacanestro Trieste, squadra militante nel campionato A1 Italiano 

## Biografia
Christian è nato e cresciuto a Quinton, Virginia. In qualità di guardia tiratrice, ha guidato la New Kent High School al campionato statale della Virginia High School League con un record di 26 vittorie e 0 sconfitte, aggiudicandosi il premio di Giocatore dell'anno dello Stato VHSL Group A. Christian divenne poi guardia tiratrice e capitano per tre anni per il Mount St. Mary's sotto la guida degli allenatori Jim Phelan e Milan Brown. Christian ha una solida esperienza nell'atletica: suo padre, John, è stato un atleta di atletica leggera di spicco alla Virginia State University. Il padre è entrato nella Hall of Fame della Virginia State University ed è un allenatore in pensione della squadra di atletica della Charles City County High School. Sua madre era insegnante di scuola media nella contea di New Kent.
Suo fratello Jarell Christian è attualmente il direttore generale dei Maine Celtics nella NBA G League.

### Carriera di assistente allenatore
Christian ha iniziato la sua carriera di allenatore come assistente all'Emory and Henry College (2004-2006), al Bucknell (2006-2008) e poi al William &amp; Mary (2008-2011). Mentre era con Coach Shaver e la Tribe, Christian reclutò due dei giocatori di maggior successo nella storia della Tribe: Brandon Britt e Marcus Thornton.
Christian ha poi lavorato come assistente al Virginia Commonwealth (2011-12) sotto la guida dell'allenatore Shaka Smart, aiutando i Rams ad arrivare al terzo turno del torneo NCAA del 2012 dopo aver sconfitto al secondo turno la testa di serie numero 5 Wichita State. L'allenatore Christian ha anche aiutato i Rams a vincere il campionato CAA Tournament del 2012 e ha concluso la stagione 2011-12 con il maggior numero di vittorie nella storia della scuola (29).

### Carriera da capo allenatore
Il Mount St. Mary's assunse Christian come capo allenatore il 26 marzo 2012. Christian ha implementato un attacco veloce e una difesa "caos", paragonabile alla difesa "havoc" della VCU, resa popolare da Shaka Smart. Dopo la sua prima stagione al timone, Christian è stato nominato finalista per il Joe B. Hall Award del 2013, assegnato al miglior allenatore capo al primo anno della Divisione 1.
Durante la stagione 2012-13, i Mountaineers si sono qualificati per il torneo NEC. Come testa di serie numero 5, il Mount St. Mary's ha sconvolto Bryant e Robert Morris, ma ha perso contro la Long Island University nella finale. Nella stagione 2013-14, i Mountaineers vinsero il torneo NEC e si guadagnarono l'accesso automatico al torneo NCAA, la loro prima apparizione dal 2008.
Christian è stato anche responsabile della supervisione dello sviluppo di Rashad Whack (MVP del torneo NEC 2014 e 2nd Team All-NEC; NEC All-Tournament Team 2013), Julian Norfleet (NEC All-Tournament Team 2014 e 2nd Team All-NEC), Sam Prescott (NEC All-Tournament Team 2014) e Shivaughn Wiggins (NEC Rookie of the Year 2013 e CollegeInsider.com Mid-Major Freshman of the Year).
Il 2 maggio 2018, Christian ha sostituito Jimmy Patsos come capo allenatore del Siena. Ha guidato i Saints a una rimonta di nove vittorie rispetto all'anno precedente, concludendo con un record complessivo di 17-16 e 11-7 nella MAAC, e un secondo posto. Sarebbe stata la sua unica stagione in carica, dato che il 21 marzo 2019 accettò l'incarico di capo allenatore alla George Washington. Christian è stato licenziato da George Washington il 14 marzo 2022, dopo tre stagioni.
Nel giugno 2023 firma come capo allenatore per la squadra italiana pallacanestro Trieste, al tempo militante nel campionato A2, per la sua prima esperienza europea.Nonostante un campionato mediocre, anche condizionato dall'infortunio della stella della squadra, Justin Reyes, Jamion Cristian riesce a portare la squadra ai playoff e da lì inizia un trionfante percorso che li vedrà vincere il campionato. Resta alla guida della pallacanestro Trieste anche per l'anno successivo questa volta nel massimo campionato italiano.